# بلا یساجانیان
بلا مارکی یساجانیان (ارمنی: Բելա Մարկի Եսաջանյան؛ انگلیسی: Bella Yesajanyan؛ زادهٔ ۱ مارس ۱۹۳۰ - درگذشته ۲۵ نوامبر ۲۰۱۶) زبان‌شناس، آموزگار اهل ارمنستان بود.

## زندگی‌نامه
وی در ۱ مارس ۱۹۳۰ در ایرکوتسک به دنیا آمد و از دانشگاه دولتی ایروان (۱۹۴۷) و دانشگاه دولتی روستوف (۱۹۵۲) فارغ‌التحصیل گشت. وی همچنین برنده جوایزی همچون آموزگار شایسته جمهوری ارمنستان شد. وی در ۲۵ نوامبر ۲۰۱۶ در سن ۸۶ سالگی در ایروان درگذشت.

## یادداشت
1. ↑  մանկավարժական գիտությունների դոկտոր